# Isothiazolinone

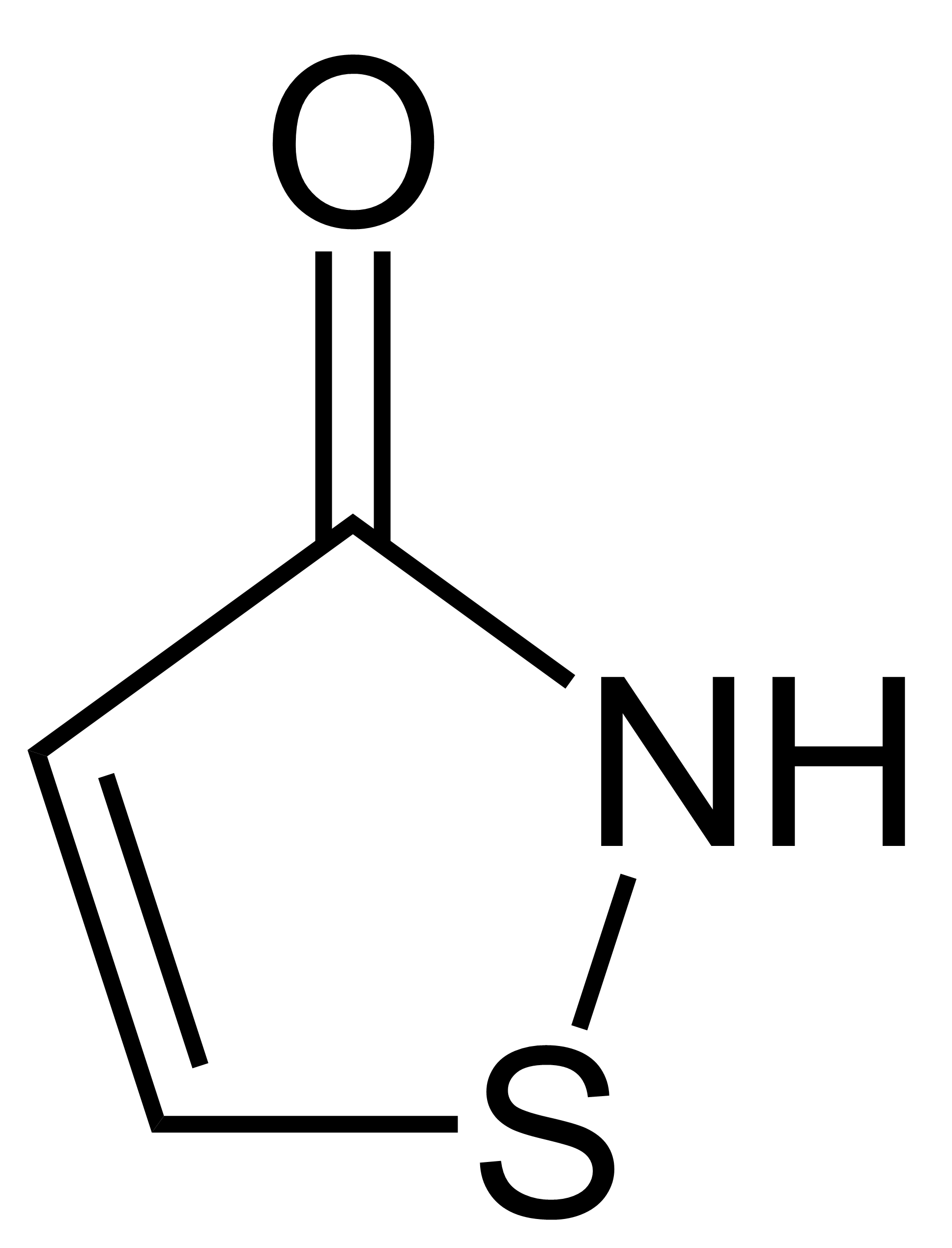
Strukturformel von einem Isothiazolinon, 1,2-Thiazol-3-on

Isothiazolinone sind heterocyclische organische Verbindungen, die innerhalb der Biozide eine wichtige Position einnehmen. Die Grundsubstanz der Stoffgruppe, Isothiazolinon, ist eine Verbindung, die in einem Cyclopenten-Fünfring ein Schwefel- sowie ein Stickstoff-Atom und eine Carbonylgruppe enthält (Thiaazocyclopentenon). Fünf Isothiazolinonderivate werden in bedeutendem Umfang eingesetzt:
| Name                       | Abkürzung   | Struktur |
| -------------------------- | ----------- | -------- |
| Methylisothiazolinon       | MIT, MI     |          |
| Chlormethylisothiazolinon  | CMIT, CMI   |          |
| Benzisothiazolinon         | BIT         |          |
| Octylisothiazolinon        | OIT, OI     |          |
| Dichloroctylisothiazolinon | DCOIT, DCOI |          |

Daneben existiert auch Butylbenzisothiazolinon (BBIT), das in der EU für die Produktarten 6, 7, 9, 10 und 13 evaluiert wird (Stand: März 2020).

## Verwendung
Isothiazolinone werden als Konservierungsmittel gegen Mikroorganismen (Bakterien, Pilze) in wässrigen Dispersionen, Emulsionen und Lösungen eingesetzt. Durch ihre bakterizide und fungizide Wirkung schützen sie beispielsweise Reinigungsmittel, Farben, Lacke und Klebstoffe vor der mikrobiellen Zersetzung. Weitere Einsatzgebiete von Isothiazolinonen sind die Papierherstellung, wo sie zur Schleimbekämpfung eingesetzt werden, Kühl- und Prozesswasser und die antimikrobielle Ausrüstung von Textilien; DCOIT und OIT finden ferner auch als Holzschutzmittel Verwendung.
In Dispersionsfarben häufig eingesetzt werden die Gemische CMIT/MIT und MIT/BIT. Für deren Kennzeichnung mit dem Blauen Engel durften Höchstwerte für CMIT/MIT von 15 ppm und für MIT/BIT von 200 ppm nicht überschritten werden. Seit Februar 2018 dürfen Dispersionsfarben mit IT-Gemischen nicht mehr mit dem Blauen Engel ausgezeichnet werden, aber die zeitlich vorher ausgezeichneten Produkte behalten den Blauen Engel. Für die Kennzeichnung mit der EU-Blume liegt der Gehalt ebenfalls bei unter 15 ppm CMIT/MIT und max. 500 ppm Gesamtgehalt an Isothiazolonen.
Früher wurden die Isothiazolinone auch sehr häufig für Duschmittel, Shampoos und Kosmetika verwendet; wegen ihrer Wirkung als Kontaktallergene und einer mittlerweile eingeführten Kennzeichnungspflicht ist der Einsatz dort in Deutschland stark rückläufig.

## Biologische Bedeutung
Isothiazolinone haben neben der erwünschten Wirkung, dem Abtöten oder der Wachstumskontrolle von Mikroorganismen, auch unerwünschte Effekte. So weisen sie eine hohe aquatische Toxizität auf, und einige Isothiazolinone (insbesondere CMIT) können bei Menschen durch direkten Kontakt oder über die Luft eine Sensibilisierung der Haut herbeiführen.